# Bernhard Rang
Bernhard Rang (* 26. November 1935 in Wiesbaden; † 10. September 1999 in Freiburg im Breisgau) war ein deutscher Philosoph und Philosophiehistoriker.

## Leben und Wirken
Rang studierte zunächst Elektrotechnik und war anschließend sechs Jahre lang als Ingenieur berufstätig. Danach erst begann er 1963 ein zweites Studium der Fächer Philosophie, Theologie und Germanistik. 1970 wurde er mit seiner Dissertation „Kausalität und Motivation“ (Phaenomenologica Bd. 53) promoviert. Danach war er wissenschaftlicher Mitarbeiter und Assistent von Werner Marx am Husserl-Archiv der Universität Freiburg. In diesen Jahren edierte er den Band XXII der Husserliana mit dem Titel „Aufsätze und Rezensionen (1890–1910)“.
1984 habilitierte sich Bernhard Rang mit seiner Schrift über „Husserls Phänomenologie der materiellen Natur“ in Freiburg. Nach mehreren Lehrstuhlvertretungen in Köln und Basel wurde er 1993 Professor für Philosophie und Direktor des Husserl-Archivs in Freiburg. In dieser Funktion richtete er zwei von der DFG geförderte Editionsprojekte im Rahmen der Husserliana ein.
Auf der Grundlage seiner intensiven Auseinandersetzung mit Husserl verlagerte sich Bernhard Rangs Interesse in seinen letzten Lebensjahren zusehends in den Bereich der Naturphilosophie, insbesondere der von Schelling. Viele Jahre lang war er wissenschaftlicher Mitarbeiter an einem von Hans Michael Baumgartner geleiteten Projekt der Edition naturphilosophischer Schriften Schellings.
Nach schwerer Krankheit zunächst erholt, starb Rang plötzlich und unerwartet am 10. September 1999.

## Schriften
- Kausalität und Motivation. Untersuchungen zum Verhältnis von Perspektivität und Objektivität in der Phänomenologie Edmund Husserl (= Phaenomenologica, Bd. 53). Nijhoff, Den Haag 1973 (Dissertation Universität Freiburg/Br. 1970), ISBN 90-247-1353-6.
- Repräsentation und Selbstgegebenheit. Die Aporie der Phänomenologie der Wahrnehmung in den Frühschriften Husserls. In: Ute Guzzonie (Hrsg.): Der Idealismus und seine Gegenwart. Festschrift für Werner Marx zum 65. Geburtstag. Meiner, Hamburg 1976, S. 378–397, ISBN 3-7873-0351-0.

- (Hrsg.): Edmund Husserl / Aufsätze und Rezensionen (1890–1910) (= Husserliana, gesammelte Werke, Bd. 22). Nijhoff, The Hague 1979, ISBN 90-247-2035-4.
- Schellings Theorie des Lebens. In: Zeitschrift für philosophische Forschung, Bd. 42 (1988), S. 169–197.

- Die bodenlose Wissenschaft. Husserls Kritik von Objektivismus und Technizismus in Mathematik und Naturwissenschaft. In: Elisabeth Ströker (Hrsg.): Profile der Phänomenologie. Zum 50. Todestag von Edmund Husserl (= Phänomenologische Forschungen, Bd. 22). Alber, Freiburg/Br. 1989, S. 88–136, ISBN 3-495-47665-2.

- Husserls Phänomenologie der materiellen Natur (= Philosophische Abhandlungen, Bd. 56). Klostermann, Frankfurt/M. 1990 (Habilitationsschrift Universität Freiburg/Br.), ISBN 3-465-02216-5.
- Zweckmäßigkeit, Zweckursächlichkeit und Ganzheitlichkeit in der organischen Natur. Zum Problem einer teleologischen Naturauffassung in Kants „Kritik der Urteilskraft“. In: Philosophisches Jahrbuch, Jg. 100 (1993), 1. Halbband, S. 39–71.

- Schelers Phänomenologie der personalen Wahrnehmung. In: Harald Schwaetzer (Hrsg.): Aisthesis. die Wahrnehmung des Menschen ; Gottessinn, Menschensinn, Kunstsinn ; ein interdisziplinäres Symposion (= Philosophie interdisziplinär, Bd. 1). Roderer, Regensburg 1999, S. 257–268, ISBN 3-89783-050-7.

- Identität und Indifferenz. Eine Untersuchung zu Schellings Identitätsphilosophie (= Philosophische Abhandlungen, Bd. 78). Klostermann, Frankfurt/M. 2000, ISBN 3-465-03095-8.

| Personendaten    | Personendaten                                 |
| ---------------- | --------------------------------------------- |
| NAME             | Rang, Bernhard                                |
| KURZBESCHREIBUNG | deutscher Philosoph und Philosophiehistoriker |
| GEBURTSDATUM     | 26. November 1935                             |
| GEBURTSORT       | Wiesbaden                                     |
| STERBEDATUM      | 10. September 1999                            |
| STERBEORT        | Freiburg im Breisgau                          |